# Liste litauischer Gottheiten
Diese Liste litauischer Gottheiten zählt die in der Primärliteratur vorkommenden zahlreichen Namen von Gottheiten und mythischen Wesen der litauischen Mythologie auf. Name und Funktion werden anhand der Überlieferung angegeben und allenfalls kommentiert. Rekonstruierte litauische Namensformen werden mit einem Asterisk gekennzeichnet.

## Problematik litauischer Gottheiten
In den alten Quellen werden über hundert litauische Gottheiten genannt, viele nur einmal. Die Quellen stimmen nur zum Teil überein; zudem werden sie von der Forschung verschieden bewertet, was ihre Zuverlässigkeit anbelangt. Besonders zu beachten ist auch, dass frühere Autoren nicht streng zwischen den einzelnen baltischen Völkern (Letten, Litauer, Prußen) unterschieden, weshalb in den Schriften besonders häufig prußische Gottheiten genannt werden.
Während die ältere Forschung in den vielen Götternamen noch Augenblicksgottheiten oder Sondergottheiten (z. B. Hermann Usener, 1834–1905) sah, spricht die modernere Forschung von Pseudogottheiten (z. B. Haralds Biezais, 1909–1995). Die vielen falschen Namen entstanden meist aus mangelnder Sprachkenntnis und falscher Interpretation litauischer Texte. So wird vermutet, dass viele Namen in Wahrheit aus beim Volk beliebten Rätseln stammen, die von verschiedenen Chronisten fälschlicherweise als Götternamen interpretiert wurden. Besonders im Werk von Jan Łasicki kann deutlich beobachtet werden, dass falsch verstandene Passagen von Volksliedern und Sprüchen als Götternamen gedeutet wurden.
Hinzu kommt, dass selbst viele Forscher, vor allem aus dem 19. Jahrhundert, die Quellen unkritisch auswerteten und dadurch auch heute noch manchmal unechte Gottheiten nicht nur in populärwissenschaftlichen Werken auftauchen. Verstärkt wird das Problem zudem noch durch die unkritische Haltung baltischer Neuheiden (Romuva).
Eine besondere Rolle bei der Erforschung der litauischen Mythologie spielt auch die litauische Folklore, insbesondere die Dainas oder Volkslieder. Während diese früher als authentisches Material von der Forschung ausgewertet wurden, steht die heutige Forschung auch diesen nicht mehr völlig kritiklos gegenüber, zumal wenn sie jüngeren Datums sind, da diese manchmal von nationalromantischen oder neuheidnischen Personen verfasst wurden, mit der Absicht bestimmte mythische Wesen als authentisch auszuweisen. Endre Bojtár kritisiert zudem auch, dass aus einem riesigen Folklorematerial nur wenige passende Stellen herausgesucht werden, um eine uralte Mythologie zu konstruieren, die ihre Wurzeln in der indoeuropäischen Zeit habe.

## Listen

### Frühe russische Chroniken
Die russischen Chroniken des 13. Jahrhunderts nennen sieben oder acht Gottheiten. Von der Forschung werden diese als echte altlitauische Gottheiten betrachtet, wie wohl ihre Deutung schwierig ist.
- Andaj (Андай) wird von einigen Forschern als *Angdievas „Schlangengott“ (zu angis „Schlange“) gedeutet, zumal bei den Litauern der Schlangenkult sehr gut bezeugt ist.
- Diviriks, Diverikǔz (Дивирикс, Диверикъэ) könnte als *Dievų rikys „Herr der Götter“ rekonstruiert werden, aber auch andere Deutungen, wie zum Beispiel: *Dievo rykštė „Gottes Rute, Komet“ oder *Dieverikas „Schwägerchen“ (zu dieveris „Schwager“) wurden vorgeschlagen. Seine Funktion ist unbekannt.
- Hasengott Měiděina (Мѣидѣина). Diese Göttin ist in späteren Quellen gut bezeugt.
- Nǔnaděj (Нъиадѣй) wird manchmal als *Numadievas „Hausgott“ (zu namas „Haus“, im Dialekt: numas) interpretiert, doch ist diese Deutung umstritten; vgl. Numeias bei Łasicki.
- Perkun der Donner (Перкоун) ist der litauische Donnergott. Perkūnas ist der in den Quellen am häufigsten genannte Gott.
- Teljavelik, Teljavelikǔ der Schmied (Телявели Телявеликъ) hatte die Sonne geschmiedet. Der Name fehlt in späteren Zeugnissen, obschon ein göttlicher Schmied (Dangaus kalvis „des Himmels Schmied“) auch sonst erwähnt wird.
- Žvoruna die Hündin (Жвороуна) (Žvėrinė „Abendstern“, zu žvėris „Wild“) ist vielleicht identisch mit Medeinė.
- Sovij (Совіи) wird nicht als Gott beschrieben, sondern als ein verstorbener Mann, der sich bei seinen Söhnen beschwert, weil er nicht recht bestattet wurde. In der Forschung wird seine Gestalt kontrovers diskutiert.

### Martynas Mažvydas & Mikalojus Daukša
Martynas Mažvydas hatte 1547 als erster den Katechismus in den Niederlitauischen Dialekt übersetzt. In seiner Einleitung nennt er einige Gottheiten und mythische Wesen. Auch Mikalojus Daukša nennt in seinem niederlitauischen Katechismus (1595) einige mythische Namen. All diese Namen gelten als echt.
- Percuno (M); Pęrkûną (D) (Perkūnas „Donner“).
- Laucosargus,  Laukasargus Pl. (M), Korngott: Lauko sargai Pl. „Hüter des Feldes“, zu laukas „Feld, Acker“ und sargas „Hüter, Wächter“; vgl. Lavvkpatimo bei Łasicki.
- Mędeinés (D) Pl. (Medeinė zu medis „Wald, Baum“); vgl. Mĕidĕina der russischen Chroniken und Modeina bei Łasicki.
- Semepates, Szemepatis (M), Viehgott: Žemėpatis „Erdherr“, zu žemė „Erde“ und patis „Herr“. Dieser Gott ist in diversen Quellen sehr gut belegt.
- Źęmîną (D) (Žemyna, zu žemė „Erde“), auch diese Göttin ist gut belegt.
- Eithuaros, Aithwars Pl. (M) sind Dämonen: Aitvaras.
- Caucos, Kaukus (M); Kaukús (D) Pl. sind Dämonen: Kaukas „Kobold“.

### Maciej Stryjkowski
Maciej Stryjkowski listet in seiner Kronika Polska („Polnischen Chronik“, 1582) 16 litauische Gottheiten auf, die aber zum Teil nur bei ihm genannt werden und zu den Pseudogottheiten gerechnet werden.
- Prokorimos, der vorzüglichste Gott: ev. *Prakurimo dievas „Gott der Schöpfung“, zu prakurti „das Fundament legen“.
- Ruguczis, Gott der sauren und gegorenen Speisen: *Ruginčus, zu ruginti „säuern, gären machen“; vgl. Rauguzemapati bei Łasicki und Raugu patis bei Prätorius.
- Ziemiennik, Erdgott, der mit dem Schlangenkult in Verbindung steht: *Žemeninkas; vgl. Zemiennik bei Łasicki und Zemenikas bei Prätorius.
- Kruminie Pradziu Warpu, Korngöttin: *Krūminė (pradžų varpų) „die Buschige (der Anfänge der Ähren)“ zu krūmas „Busch, Staude“.
- Lituwanis, Regengott: *Lietuvonis, zu lietus „Regen“.
- Chaurirari, Pferde- und Kriegsgott, der dem römischen Mars entspricht: ev. *Karorius, zu karas „Krieg“.
- Sotwaros, Viehgott: *Sutvaras; vgl. aptvaras „Gehege“.
- Seimi Dewos, Lenker des Gesindes: *Šeimės dievas, zu šeima „Hausgesinde“ und dievas „Gott“.
- Upinis Dewos, Flussgott: *Upinis dievas „Gott der Flüsse“, zu upė „Fluss“.
- Bubilos, Bienen- und Honiggott.: ev. *Bubilas, zu bubti „brummen“; vgl. Babilos bei Łasicki.
- Dzidzis Lado, der große Gott: Der Name wurde fälschlicherweise aus dem Refrain von Johannisliedern interpretiert, vgl. Laido, laido didis musu Dievas „es schuf, schuf unser großer Gott“.
- Gulbi Dzievos, der persönliche Schutzgott, proprius genius: ev. *Gelbys dievas, zu gelbu „helfen“.
- Goniglis Dziewos, Wald- und Hirtengott, mit dem römischen Faun gleichgesetzt: *Ganiklis dievas zu ganiklis „Hirte“.
- Swieczpunscynis, Geflügelgottheit: ev. *Šventas paukštinis dievas „Heiliger Vogelgott“, zu paukštis „Vogel“ und šventas „heilig“.
- Kielu Dziewos, Reisegott: *Kelių dievas „Gott der Wege“, zu kelias „Weg“; vgl. Kellukis bei Prätorius.
- Puschaitis, der Erdgott, und seine Gehilfen, die Parstuken, gehören eigentlich zur Prußischen Religion.

### Jesuiten
Quellen der Jesuiten zwischen 1580 und 1620 nennen
- Dimstipatis, Haus- und Herdgott, Lar: Dimstipatis „Hausherr“ zu dimstis „Haus, Hof“ und patis „Herr“.
- Dirvolira, der Name ist völlig unklar.
- Nosloum: ev. zu ąžuolas „Eiche“, dial. ūžolas.?
- Pagyrmis, Pagireij, der auch Dugnaji genannt wird: *Pagirnėjas zu girnos „Handmühle“ und *Dugnėjas zu padugnės „Teig, Gärboden“; vgl. Dugnai bei Łasicki.
- Perkunas, Jupiter

### Jan Łasicki
Jan Łasicki (Johannes Lasicius) listet in seinem Werk De diis Samogitarum („Über die zemaitischen Götter“, 1615) gegen 80 Namen auf. Darunter sind offensichtlich verderbte und missverstande Ausdrücke, zumal Łasicki nur ungenügend Litauisch konnte. Als echt gelten nach Jonas Balys gerade nur acht Namen.
- Auxtheias Vissagistis, der höchste allmächtige Gott: *Aukštėjas visgalisis „der höchste Allmächtige“. Vermutlich ist der Name in Anlehnung an die Bezeichnung des Christengottes entstanden.
- Zemopacios Akk.Pl., Erdgottheiten: Žemėpacei Pl. „Erdherren“.
- Percunos, Donnergott: Perkūnas.
- Percuna tete, Mutter von Donner und Blitz, die die Sonne in ihrem Badehaus aufnimmt und glänzend entlässt: *Perkūno tetė „Donnermuhme“.
- Audros, Meergott: *Audros dievas „Gott der Sturmflut“, zu audra „Orkan, Sturmwind, Sturmflut“.
- Algis, Bote der höchsten Götter.
- Ausca, Göttin der Sonnenstrahlen: *Aušta oder *Aušra, zu aušta „es tagt“ oder aušra „Morgenröte“. Sie ist möglicherweise mit der Göttin Aušrinė aus der Folklore identisch.
- Bezlea, Abendgöttin: *Bežlėja, ev. zu blista „eindunkeln“.
- Breksta , Göttin der Finsternis: *Brėkšta, zu brėkšti „es dämmert“.
- Ligiczus, Gott der Eintracht: *Lyginčus „Gleichmacher“, zu lyginti „gleichmachen, vergleichen“; vgl. Lygiejus bei Prätorius.
- Datanus, Geber der Güter.
- Kirnus, lokaler Gott über Kirschbäume auf einer Insel im See von Plateliai: *Kirnis.
- Kremata, Schweine- und Saugott: ev. *Krimstus „der Gefräßige“; vgl. Krukis.
- Pizio, wird von Brautführern angebetet: ev. zu pizė „Fotze“.
- Gondu wird von jungen Frauen angebetet.
- Modeina (Medeinė) und Ragaina sind Waldgöttineen. Letztere gehört zu ragana „Hexe“.
- Kierpiczus, Moosgott: *Kerpinčus „Bemooser“, zu kerpė „Flechtenmoos“.
- Siliniczus, Gehilfe von Kierpiczus: ev. *Šilyninčus „Heidemacher“, zu šilia „Heide“. Die Deutung seines Namens ist ungewiss.
- Tavvals, Urheber des Vermögens. Möglicherweise ist er mit dem in den russischen Chroniken genannten Schmiedegott Teljaveli identisch.
- Orthus ist ein verehrter heiliger See.
- Ezernim, Seegott: *Ežerinis, zu ežeras „See“.
- Simonaitem, Sidzium und Rekicziovum sind Sippengötter gewisser altadeliger Familien. Nur der erste Name (*Simonaitis „Simonchen“) kann gedeutet werden.
- Kurvvaiczin Eraiczin, Lämmergott. Offensichtlich stecken aber zwei Namen dahinter, die einen Kälbergott (*Karvaičių dievas „Gott der Kälber“ oder *Karvaitis, zu karvė „Kuh“) und einen Lämmergott (*Ėraičių dievas „Gott der Lämmer“ oder *Ėraitinis, zu ėras „Lamm“) bezeichnen; vgl. Karwaitis und Eratinnis bei Prätorius.
- Gardunithis, Schützer der frisch geborenen Lämmchen: *Gardinaitis, zu gardas „Hürde“.
- Prigirstitis, Erhörer der Murmelnden: ev. *Prigirsditojis, zu prigirdeti „hören können“.
- Derfintos, Frieden stiftender Gott: *Derintojis „Aussöhner“, zu derinti „aussöhnen“.
- Bentis, Reisegott: ev. zu bendras „Teilhaber“.
- Lavvkpatimo, Pflüge- & Sähgott: Laukpatis „Flurenherr“; vgl. Laucosargus bei Mažvydas.
- Priparscis, Gott der Spanferkel: *Priparšis, zu paršas „Ferkel“.
- Ratainicza, Pferdegöttin: ev. *Ratainyča, zu ratai „Wagen“.
- Kriksthos, Beschützer der Kreuze auf den Grabhügeln: zu krikštas „Grabkreuz“.
- Apidome, Göttin des Haushaltswechsels: *Apidėmė „Umgebung, Heimat“.
- Krukis, Schweinegott, der von Schmieden verehrt wird: *Krukys „Grunzer“, zu krukti „grunzen“; vgl. Kiauliû-Krukei bei Prätorius.
- Lasdona, Haselgöttin: *Lazdona, zu lazda „Hasel“.
- Babilos, Bienengott: ev. *Bubilas; vgl. Bubilos bei Stryjkowski.
- Zemina, Erdgöttin: Žemyna.
- Austheia, Bienengöttin: *Oštėja „Summerin“, zu ošti „summen“ oder ev. zu avilys „Bienenstock“.
- Deuoitis, Vetustis, Guboi, Tvverticos und Kirnis sind Lokalgötter. Letzterer wurde schon weiter oben als lokaler Schützer von Kirschbäumen genannt.
- Vielona, Toten- und Seelengott: *Velonis, zu vėlės „Totengeist“. Alternativ wird eine Göttin *Veluona angenommen.
- Warpulis erzeugt das Getöse vor und nach dem Donnerschlag: *Varpulis, ev. zu varpas „Glocke“.
- Salaus, Szlotrazis, Tiklis, Birzulis, Siriczus, Dvvargonth, Klamals und Atlaibos, ihre Funktion wird den Christen verheimlicht. Prätorius erklärt diese Namen in seiner Abhandlung (siehe unten).
- Numeias, Hausgottheit: *Namėjas, zu namas „Haus“, im Dialekt: numas. Nach einigen Forschern ist er möglicherweise identisch mit dem in den russischen Chroniken genannten Nǔnaděj.
- Vblanicza, Haushaltsgott: *Ubladnyčia, zu ublade „Darre“.
- Dugnai, Mehl- und Teiggöttin.
- Pesseias, Brut- und Kükengöttin: *Pečėjas, zu pečius „Backofen“.
- Tratitas Kirbixtu schützt vor Funken: *Trotytojis kibirkščių „Vernichter der Funken“, zu trotyti „schädigen, verderben“ und kirbikštis „Funke“; vgl. Tartois kibirksztu bei Prätorius.
- Alabathis, Gott des Flachshechelns. Der Name kann nicht gedeutet werden.
- Polengabia, Hüterin des Herdfeuers: *Pelengabija „Herdfeuer“, zu pelenė „Feuerherd“.
- Aspelenie, Göttin im Herdwinkel: *Užpelenė. Möglicherweise hat sie mit dem Schlangenkult zu tun, da die Hausschlangen oft im verborgenen Herdwinkel hausten.
- Budintaia, weckt die Menschen auf: *Budintoja „Weckerin“ zu budinti „wecken“; vgl. Budentoys bei Prätorius.
- Matergabiae, Backofengöttin, der der erste Kuchen geweiht wird: *Motergabija „Frauenfeuer“ zu motė „Frau“.
- Rauguzemapati, Bier-, Met- und Gärgott, dem der erste angezapfte Schluck geweiht wird: *Raugo Žemėpatis „Erdherr des Sauerteiges“, zu raugas „Sauerteig“; vgl. Ruguczis bei Stryjkowski und Raugu patis bei Prätorius.
- Luibegeldas, Göttin des Weizensamens. Der Name wurde fälschlich aus einem Rätsel als Gottheit missinterpretiert und heißt eigentlich laiba geldė „schlanke Mulde“.
- Ziemennik, Erntegott: Žemeninkas; vgl. Ziemiennik bei Stryjkowski und Zemenikas bei Prätorius.
- Waizganthos, Flachs- und Hanfgott: Vaisgantojis „Fruchthütung“, zu vaisius „Frucht“ und ganyti „hüten“; vgl. Waisgautis bei Prätorius.
- Gabie, Feuergöttin: Gabija „Feuer“. Das Wort Gabija war nach alten Angaben ein feierliches Wort für das Feuer.
- Smik Smik Perleuenu, Gott der ersten Ackerfurche. In Wirklichkeit liegt ein Spruch vor, der beim Anpflügen gesprochen wurde: Smik smik per velėną „Schlüpf, schlüpf, durch die Scholle!“
- Ezagulis, Totengott: *Ežagulys „Toter“ zu ežagulis „Grabhügel“. Möglicherweise ist er mit Velonis identisch, da dieser im darauf folgenden Spruch genannt wird.
- Aitvvaros, Alp: Aitvaras.
- Kaukie, bärtige hilfreiche Männchen: Kaukas.
- Giuoitos, die verehrte Hausschlange: Gyvatė „Schlange“.
- Srutis und Miechutele sind Farbgötter; vgl. Srutis und Meletette bei Prätorius.

### Matthäus Prätorius
Matthäus Prätorius nennt in den Deliciae Prussica („Prußische Schaubühne“, 1703) gegen 50 Namen an. Seine Angaben gelten als zuverlässiger, dennoch führt auch er viele Pseudogottheiten auf. Prätorius selbst kritisierte Łasickis ungenügende Litauischkenntnisse und korrigierte einige seiner überlieferten Namen.
- Aitwars, Alf: Aitvaras.
- Bangputtis, Bangputtys, Sturm-, Wassergott: *Bangpūtys „Wogenblaser“, zu banga „Woge, Welle“; puču „blasen“.
- Baubis, Viehgott: *Baubis „Brüller“, zu baubti „brüllen“; vgl. Jauczbaubis.
- Bezdukkai, Bazdukkai, Barsdukkas u. ä. Pl. sind Erdleute oder Erdgötterchen. Sie gehören dem prußischen Glauben an, wiewohl Prätorius sie aus dem Litauischen als *Bezdukai „Holunderchen“, zu bezdas „Holunder“, etymologisierte.
- Biczbirbius, Bicziû Birbullis, Bienengott: *Bičių birbulis „Summer der Bienen“, zu bitė „Biene“ und birbti „summen“.
- Birzulis, Birkengott: *Beržulis „Birklein“, zu lit. beržas „Birke“; vgl. Birzulis bei Łasicki.
- Budentoys, Wachgott: *Budintojis „Wecker“, zu budinti „wecken“. Łasicki hat die weibliche Form Budintaia.
- Drebkullys, Erdbebengott: zu drebėti „zittern, beben“.
- Dworgautis, Hofgott: *Dvargantis, zu dvaras „Hof, Gehöft“ und ganyti „hüten“. Ein anderer Name ist Gaddinautis; vgl. Dvvargonth bei Łasicki.
- Eratinnis, Lämmergott: *Ėraitis; vgl. Eraiczin bei Łasicki.
- Gabartai, Gabwartus sind Erdmännchen, ähnlich den Kaukarei.
- Gabjaugis m., Gabjaugja f., Getreidegott, bzw. -göttin: zu jauja „Darre“.
- Giltine, Giltyne, Todesgöttin: Giltinė.
- Girstis, Girstys, Gyrotys, Waldgott, entspricht dem römischen Sylvanus: ev. *Giratis, zu girė „Wald“.
- Gothia, Gotha, Viehgöttin: zu guota „Kleintierherde“.
- Jauczbaubis, Jaucziu baubis, Viehgottheit: *Jaučių baubis „Brüller der Ochsen“, zu jautis „Ochse“ und baubiu „brüllen“; vgl. Baubis.
- Jwullis, Waldgottheit: *Jievulis „Faulbäumchen“, zu jieva „Faulbaum“.
- Karwaitis, Kälbergott: *Karvaitis; vgl. Kurvvaiczin bei Łasicki.
- Kaukuczei u. ä. Pl., Erdleute, Erdgötter: kaukutis „Koboldchen“, Dim. zu kaukas „Kobold“. Sie werden auch Kaukarei Pl. genannt; vgl. die Kaukie bei Łasicki.
- Kellukis, Weggott: *Keliukis „Wegchen“, zu kelias „Weg“; vgl. Kielu Dziewos bei Stryjkowski.
- Kiauliû-Krukei, Schweinegott: *Kiaulių krukys „Grunzer der Schweine“, zu kiaulė „Schwein“ und krukti „grunzen“; vgl. Krukis bei Łasicki.
- Laumes Pl., Prätorius zählt sie zu den Wassergottheiten, ohne sie näher zu beschreiben: Laumė „Fee“.
- Layme (Laima, Laimė „Glück“) und Leumele, Leeuele (für Laimėlė „Glücklein“), Geburtsgöttin.
- Lygiejus, Eintrachtsgott: *Lygėjus; vgl. Ligiczus bei Łasicki.
- Magyla, Dienerin der Giltine, die Exekutorin.
- Meletette, Göttin der blauen Farbe: *Mėletetė „Blaue Muhme“ zu mėlė „blaue Farbe“, mėlės „Färberwaid“; vgl. Miechutele bei Łasicki.
- Perkunas, Perkuns, Perkunus, der Donnergott Perkūnas wird auch Diewaitis genannt: Dievaitis „Gottchen“.
- Ponyke, szwenta Ponyke, Feuergöttin: *śventa Ponikė „heilige Herrin“.
- Raugu patis, Gärgott: *Raugo patis „Herr des Sauerteigs“, zu raugas „Sauerteig“; vgl. Rauguzemapatis bei Łasicki und Ruguczis bei Stryjkowski.
- Skalsa, Cornu Copiae, das Füllhorn: zu skalsa „Ausgiebigkeit“. Skalsa ist keine Göttin, sondern ein Kultobjekt beim Erntefest.
- Srutis, Gott der grünen Farbe; vgl. Srutis bei Łasicki.
- Szericzius, Hirtengott: *Šeryčius, zu šerti „füttern“; vgl. Siriczus bei Łasicki.
- Szlotrązys, Besengott: *Šluotražis, zu šluota „Besen“; vgl. Szlotrazis bei Łasicki.
- Szullinnys, Brunnengott: *Šulinis, zu šulinys „Ziehbrunnen“.
- Szweigsdukkas ist ein Sterngott über die Fixsterne, während die Szweigsdunka die Göttin über die Planeten ist: *Žvaigzdukas m., *Žvaigzduka f. „Sternchen“, zu žvaigzdė „Stern“.
- Tartois Kibirksztu, Funkengott: *Tartojis kirbiščių „Besprecher der Funken“, zu tarti „sagen“; vgl. Tratitas Kirbixtu bei Łasicki.
- Tiklis, Getreidegott; vgl. Tiklis bei Łasicki.
- Waisgautis, Fruchtbarkeits-, Flachsgott; vgl. Waizganthos bei Łasicki.
- Wejopattis, Wejpons, Wejdiews, Windgott: Vėjopatis „Windgott“, zu vėjas „Wind“.
- Welnas ist der Teufel, der auch Pykullis genannt wird: velnias, pikulas „Teufel“; vgl. Vielona bei Łasicki.
- Zallus, Fehdegott: ev. *Žalius, das zu žala „Schaden, Leid“ stehen könnte; vgl. Salaus bei Łasicki.
- Zelus, Grasgott: *Želus „der Grünende“, zu želti „grünen, wachsen“.
- Zemyne, Zemyna, Zemele, Zemynele u. ä., Erdgöttin: Žemyna, Žemėlė.
- Zemepatys, Zemepattis, Zemenikas, Zemelukas u. ä., Erdgott: Žemėpatis „Erdherr“, *Žemeninkas; vgl. Ziemiennik bei Stryjkowski und Zemopacios bei Łasicki.

### Jakob Brodowski und Philipp Ruhig
Jakob Brodowski brachte 1730 ein litauisches Wörterbuch heraus, worin er eine Liste mit Gottheiten aufführte. Diese Götternamen trug auch Philipp Ruhig ähnlich in sein Wörterbuch ein. Die meisten Namen finden sich bei Prätorius. Auch diese Namen sind mit Vorsicht zu behandeln.
- Aitwars, Alff.
- Bangputtis, der Meergott, dem römischen Neptunus gleichgesetzt: *Bangpūtys.
- Blizgulis, Schneegott: zu blizgu „flimmern“.
- Deiwaites Pl., Brunnen- und Flussgöttinnen, mit den antiken Najades gleichgesetzt: deivaitės Pl. „Göttinnen“.
- Deiwaite szwénta: Regengöttin: *Deivaitė šventa „heilige Göttin“.
- Drebkullys, Erdbebengott.
- Gabjauja, Reichtumsgöttin: Gabjauja.
- Giltine Todes- und Pestgöttin. Sie wird auch einfach Deiwe (deivė „Göttin, Dämonin“) genannt.
- Girristis, Girsystis, Waldgott mit dem römischen Faunus identifiziert: ev. *Giratis.
- Czuze, Reisegott; bzw. Guže, Reisegöttin.
- Jagaubis oder Ugnis szwénta, der Feuergott, der mit dem römischen Vulcanus gleichgesetzt wird: ugnis šventa „heiliges Feuer“.
- Jaucziû Baubis, Jaucziûbobis, Hirtengott oder der griechische Pan.
- Bibcziu Bobelis, der Gartengott der mit dem griechischen Priapus identifiziert wird.
- Jawinne, Getreidegöttin: *Javinė, zu javai „Getreide“.
- Kaukarus, Berggott: zu kaukara „Berg, Hügel“.
- Kiauliû Kruke, Saugott: *Kiaulių krukys.
- Laime, Laima, Geburts-, Glücks- und Lebensgöttin, mit der römischen Fortuna gleichgesetzt. Sie heißt auch Laimele (Laima, Laimė, Laimėlė).
- Laume, Erdgöttin oder Geburtstgöttin, mit der römischen Lucina gleichgesetzt: Laumė „Fee“.
- Magÿla, Maggila, Zorngöttin oder Furie.
- Mélettéle, Farbgöttin.
- Mussu Birbiks, Beelzebub: zu musė „Fliege“ und birbiu „summen“.
- Perkûnas, der Donnergott Perkūnas, der mit dem römischen Jupiter gleichgesetzt wird und auch Diewaitis aičio genannt wird.
- Pikuls, Pikullus, Zorngott: pikulas „Teufel“.
- Skalsa, Cornu Copiae, das Füllhorn ist eigentlich keine Gottheit.
- Sambarÿs, Žembarys, der Erdgott mit dem griechischen Pluto identifiziert. Keine Gottheit, sondern ein Festname.
- Zemÿna, Zemes pati, Erdgöttin, mit der römischen Ceres gleichgesetzt: Žemyna, Žemės pati „Herrin der Erde“.
- Zeme patÿs, der Windgott oder der antike Aolus: Žemėpatis „Erdherr“.
- Zwaigzdzukas, Sterngott: *Žvaigzdukas „Sternchen“.

### Theodor Narbutt
Theodor Narbutt konstruierte in seinem zehnbändigen Werk Dzieje starożytne narodu litewskiego ("Geschichte der Litauischen Nation, 1835–1841) eine systematische litauische Mythologie, wobei auch er einige Namen nennt, die in älteren Werken nicht überliefert sind. Der modernen Kritik hält seine Mythologie nicht stand, zudem wird ihm Fälschung und unkritische Spekulation vorgeworfen, weshalb sein Werk als Quelle wertlos wird. Dennoch finden seine Ideen bei neuheidnischen Gruppierungen auch heute noch großen Anklang; so spielt Milda eine nicht unwesentliche Rolle in neuheidnischen Kreisen, obschon sie von der Forschung zu den Pseudogottheiten gerechnet wird.
- Atrimpos, Gardeoldiis, Okkapirmas, Patelo, Pergrubie, Pilwite, Poklus, Sznejbrato, Wirszajtos gehören der prußischen Mythologie an.
- Mahslu baba entnahm er der lettischen Mythologie.
- Budte, Kabiry, Kawas, Kronis, Milda, Nijola, Pramżimas u. a.m. stammen von Narbutt selbst.

Andere bei älteren Autoren überlieferte Namen interpretierte er nach eigenem Gusto, so z. B. den Schmiedegott Krugis (vgl. Krukis bei Łasicki), oder den Arzt- und Dichtergott Sotwaros (vgl. Sotwaros bei Stryjkowski).